# David Farrier

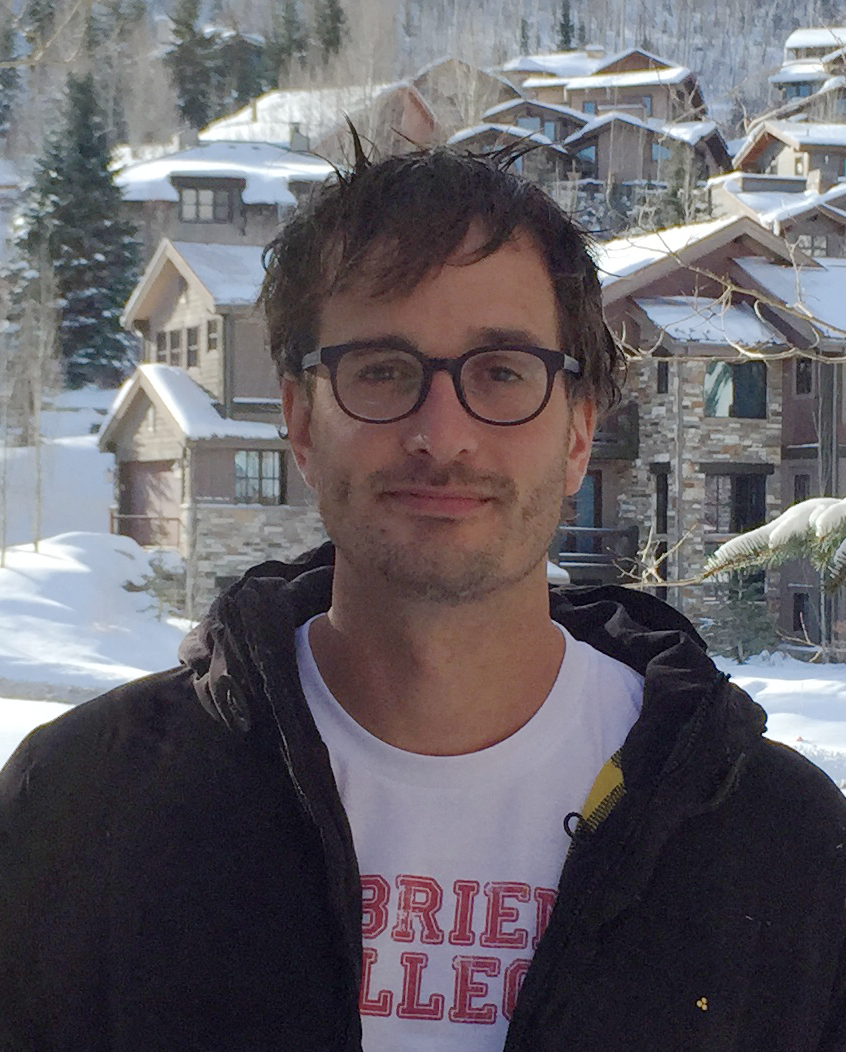
David Farrier (2016)

David Andrew Farrier (geboren am 25. Dezember 1982 in Tauranga, Neuseeland) ist ein neuseeländischer Journalist, Regisseur und Schauspieler. Er arbeitet im Nachrichten- und Dokumentarbereich, unter anderem für das neuseeländische Fernsehen und war Co-Regisseur des Dokumentarfilms Tickled (2016). Im Jahr 2018 schuf er die Netflix-Doku-Serie Dark Tourist, in der er obskure, merkwürdige oder gefährliche Touristenorte besucht. Geschauspielert hat er insbesondere in der Rhys Darby Mockumentary-Serie Short Poppies.

## Karriere
Farriers Reportagen erschienen häufig auf 3 News, und er war von 2006 bis zum Ende des Programms im Jahr 2013 der Unterhaltungsreporter von New Zealand Nightline. Im Jahr 2011 drehte er eine 45-minütige Dokumentation für TV3 über die Ursprünge von God Defend New Zealand, eine der beiden neuseeländischen Nationalhymnen. Von 2013 bis 2017 war er Co-Moderator des auf Kryptozoologie fokussierten Audioprogramms The Cryptid Factor mit dem Komiker Rhys Darby und dem Produzenten Leon „Buttons“ Kirkbeck. Im Jahr 2015 wurde er Co-Moderator mit der Reporterin Samantha Hayes für die TV3-Show Newsworthy.
Im Jahr 2014 spielte er eine fiktionalisierte Version seiner selbst in Darbys Mockumentary-Serie Short Poppies. Im selben Jahr begann Farrier in Zusammenarbeit mit Dylan Reeve die Produktion des Dokumentarfilms Tickled in Spielfilmlänge. Das Projekt begann, als Farrier versuchte, ein „leichtes Unterhaltungsprogramm“ über Videos zu produzieren, die angeblich „wettbewerbsfähiges Ausdauer-Kitzeln“ zeigen. Seine Anfrage bei Jane O’Brien Media, der Produzentin der Videos, wurde mit einer feindseligen Weigerung, mit ihm zu sprechen, beantwortet, was Farrier und Reeves dazu veranlasste, weiter zu recherchieren. Der Film erzählt von ihren Bemühungen, mehr über die Menschen herauszufinden, die an der Herstellung der Videos beteiligt sind. Er feierte im Januar 2016 auf dem Sundance Film Festival Premiere und erhielt sowohl kritisches Lob als auch Drohungen mit Rechtsstreitigkeiten von Personen, die in ihm vorkommen. Der Film wurde von Magnolia Pictures und HBO erworben und im Juni 2016 in die Kinos gebracht. Nach dem Erfolg von Tickled drehte Farrier eine weitere Kurzdokumentation mit noch nie gesehenem Filmmaterial unter dem Titel The Tickle King.
Im November 2016 schrieb Farrier einen Artikel über Personen mit verschiedenen sexuellen Fetischen, die auf YouTube „Challenges“ oder Wetten an Kinder ausstellten und sie dazu aufforderten, scheinbar unschuldige Videos von sich zu machen. Dies führte dazu, dass mehrere YouTube-Konten gesperrt wurden.
Im Jahr 2018 war er Executive Producer und fungierte als Moderator der achtteiligen Netflix-Doku-Serie Dark Tourist.
Farrier führt den Blog Webworm with David Farrier und betreibt zusammen mit Dax Shepard und Monica Padman den monatlichen Podcast Armchaired & Dangerous.
Am 24. September 2022 feierte sein zweiter Dokumentarfilm Mister Organ Premiere beim Fantastic Fest in Austin.

## Privatleben
Farrier wuchs in Bethlehem, Tauranga, auf, wo er Hausunterricht erhielt, bevor er das Bethlehem College besuchte. Er schloss sein Studium an der Auckland University of Technology mit einem Bachelor of Communication Studies im Jahr 2005 ab.
Im Jahr 2012, während der Regierungssitzung der neuseeländischen Marriage Equality Bill, outete sich Farrier als bisexuell und machte seine Beziehung mit Grayson Coutts, dem Sohn des Seglers Russell Coutts, öffentlich. Das Paar hat sich seitdem getrennt.

## Filmografie
Moderation
- 2007–2013: Nightline
- 2010: Campbell Live
- 2011: God Defend New Zealand
- 2012: 3 News
- 2015: Newsworthy
- 2016: Tickled (Dokumentarfilm)
- 2017: The Tickle King (Dokumentar-Kurzfilm)
- 2018: Dark Tourist (Fernsehserie, 9 Episoden)
- 2022: Mister Organ (Dokumentarfilm)

Regie
- 2016: Tickled (Dokumentarfilm)
- 2017: The Tickle King (Dokumentar-Kurzfilm)
- 2022: Mister Organ (Dokumentarfilm)

Executive Producer
- 2018: Dark Tourist (Fernsehserie, 9 Episoden)

Schauspiel
- 2011: Coming & Going
- 2014: Short Poppies (Fernsehserie, 6 Episoden)
- 2017: The Video Store